# Рудня (Хиславичский район)
Ру́дня — деревня в Смоленской области России, в Хиславичском районе. По состоянию на 2007 год постоянного населения не имеет. Расположена в юго-западной части области в 30 км к юго-западу от Хиславичей, на берегу реки Скверетянка, в 1 км к востоку от границы с Беларусью. Входит в состав Городищенского сельского поселения.

## История
В прошлом небольшие железнорудные предприятия назывались Руднями. По всей видимости, здесь выплавлялось железо из добываемой болотной руды, откуда и пошло название деревни.